# Notovoluta pseudolirata
Notovoluta pseudolirata is een slakkensoort uit de familie van de Volutidae. De wetenschappelijke naam van de soort is voor het eerst geldig gepubliceerd in 1888 door Tate.